# HD 128917
HD 128917，又名CP-58 5672，SAO 241912、HR 5465，是一颗恒星，视星等为6.22，位于銀經316.91，銀緯1.23，其B1900.0坐标为赤經14h 34m 29.7s，赤緯-58° 1.23′ 8″。